# Gnomonia leptostyla
Gnomonia leptostyla è un fungo ascomicete parassita della piante. Causa l'antracnosi del noce. Gli anamorfi del fungo sono conosciuti come Marssonina juglandis.

## Sintomatologia
Il fungo attacca i rametti, il rivestimento esterno dei giovani frutti (mallo) e soprattutto le foglie. Su queste ultime provoca inizialmente delle macchie bruno scure circondate da un alone clorotico, che successivamente finiscono per disseccarsi e lacerarsi. Le foglie più intensamente colpite cadono anticipatamente. Sui rami si formano macchie bruno scure allungate, che in seguito si evolvono in veri e propri cancri. Sui giovani frutti si producono macchie brune rotondeggianti, che si sviluppano in profondità. La malattia si manifesta nel periodo primaverile ed estivo, a partire dal mese di maggio.

## Lotta
Si pratica mediante trattamenti preventivi con prodotti a base di rame, da eseguirsi in primavera. Bisogna inoltre raccogliere e distruggere le foglie infette cadute al suolo ed asportare e distruggere i rametti che presentano lesioni cancerose.